# Tháng Thanh niên
Tháng Thanh niên là một sự kiện sinh hoạt chính trị–hoạt động tình nguyện được tổ chức vào tháng ba hàng năm bởi Đoàn Thanh niên Cộng sản Hồ Chí Minh tại Việt Nam với mục đích phát huy tinh thần xung kích, tình nguyện, sáng tạo của thanh niên Việt Nam. Vào cuối năm 2003, Tháng Thanh niên đã được Chính phủ Việt Nam lựa chọn tháng 3 hàng năm và bắt đầu được tổ chức thường niên kể từ năm 2004.
Tháng ba đồng thời cũng là tháng thành lập Đoàn Thanh niên Cộng sản Hồ Chí Minh.

## Lịch sử
Các phong trào thanh niên tình nguyện tại Việt Nam được cho là đã xuất hiện từ trước năm 2000 và đặc biệt là tại thành phố Hồ Chí Minh. Vào năm 2003, Đoàn Thanh niên Cộng sản Hồ Chí Minh đã tự phát động phong trào mang tên "Tháng Thanh niên" với chủ đề "Thanh niên hành động vì cộng đồng, xã hội chăm lo, bồi dưỡng thanh niên". Cuối năm 2003, các báo cáo, chủ trương để thành lập "Tháng Thanh niên" đã được gửi đến Chính phủ Việt Nam và chính thức công nhận tháng ba là "Tháng Thanh niên" vào cùng năm. Tháng Thanh niên được xem là một trong những đợt sinh hoạt chính trị lớn tại Việt Nam trong công tác tuyên truyền lý luận chính trị, tư tưởng Hồ Chí Minh, giáo tục lý tưởng sống... cho giới trẻ Việt Nam.
Tuy nhiên, đến ngày 1 tháng 1 năm 2021, "Tháng Thanh niên" mới chính thức được đưa vào Luật Thanh niên và công nhận chính thức ở điều thứ 9 của Luật. Tháng Thanh niên đã được giao cho Đoàn Thanh niên Cộng sản Hồ Chí Minh chủ trì và chính phủ, chính quyền địa phương phải tạo điều kiện tổ chức cho các hoạt động của Tháng Thanh niên. Nhiều cuộc đối thoại giữa thanh niên và Chính phủ Việt Nam cũng đã được tổ chức cùng với các hoạt động như "Ngày thứ Bảy tình nguyện", "Chủ Nhật xanh", "Chủ Nhật đỏ",...
Theo báo Thanh Niên chia sẻ, trong buổi khai mạc Hội nghị nghiên cứu, học tập, quán triệt Nghị quyết Đại hội Đoàn toàn quốc lần thứ XII – một phần của Tháng Thanh niên đã có đến 10.000 điểm cầu và 700.000 cán bộ tham gia. Đây cũng được xem là hội nghị có số lượng cán bộ, đoàn viên, thanh niên tham gia đông nhất.